# Triptani

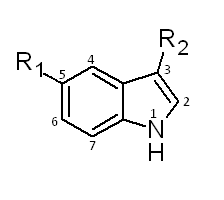
Struttura generale dei triptani

I triptani sono sostanze a base di triptamine usate nella terapia dell'emicrania e della cefalea a grappolo. Sebbene siano efficaci nel trattamento del singolo attacco doloroso, non sono né preventivi né curativi della malattia.
Appartengono a questa categoria di farmaci:
- sumatriptan,
- zolmitriptan,
- naratriptan,
- eletriptan.
- rizatriptan,
- almotriptan,
- frovatriptan,
- donitriptan.

## Caratteristiche strutturali e fisiche
I triptani hanno una struttura simile a quella della serotonina, ne deriva che la relazione struttura-attività di queste molecole vede sostituenti ingombranti aumentare l'affinità del recettore. L'ammina terziaria in posizione R2 a pH fisiologico è più protonabile e ciò aumenta l'interazione con l'aspartato.
Gruppi sulfamidici e ammidici in posizione R1, ricchi di elettroni, mostrano una migliore affinità al recettore, ma non possono essere troppo ingombranti per evitare di compromettere la biodisponibilità orale. La componente idrofobica dell'anello è necessaria affinché i composti riescano ad attraversare la barriera emato-encefalica.

Struttura della serotonina

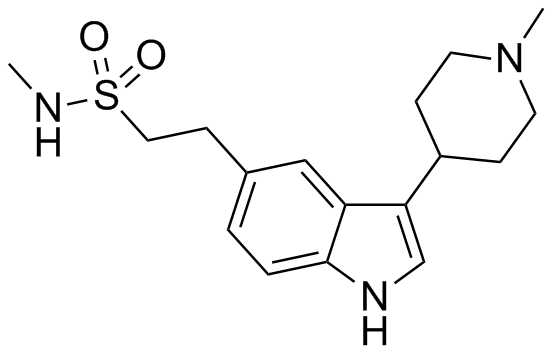
Struttura del naratriptan

Struttura del sumatriptan

## Farmacologia e tossicologia

### Farmacodinamica
I triptani sono agonisti dei recettori della serotonina (sottotipo autocettoriale 5-HT1D e 5-HT1B) la cui attivazione determina una riduzione della distensione delle arterie epicraniche, consentendo di preservare la conseguente stimolazione delle terminazioni nervose (trigemino), che causa il dolore acuto e pulsante. I triptani agiscono anche attraverso:
- inibizione dell'infiammazione neurogena e del rilascio di neuropeptidi vasoattivi (CGRP) dalle terminazioni perivascolari meningee del sistema trigemino-vascolare;
- inibizione a livello del nucleo caudale del trigemino con ridotta trasmissione del dolore a livello centrale;
- effetto di blocco presinaptico sull'ipersensibilizzazione a livello della trasmissione nei neuroni di II e III ordine.

Tutti i triptani mostrano una buona efficacia con percentuali di risposta clinica a due ore dalla somministrazione intorno al 60-65% e con percentuali di scomparsa del dolore intorno al 30%. Tuttavia è anche stato messo in evidenza la presenza di non-responders ai triptani nella percentuale del 25-35% dei pazienti.
Gli studi clinici evidenziano per tutti i triptani una percentuale non trascurabile di ricaduta, ovvero la ricomparsa del dolore a 24 ore dalla somministrazione. Tale problema può essere ridotto con l'impiego di triptani con un'emivita lunga (naratriptan e frovatriptan).

### Effetti
Risultati di studi controllati dimostrano che questi composti, oltre ad agire sul dolore, sono in grado di agire anche sui sintomi di accompagnamento (fotofobia, fonofobia, nausea, vomito) e sulla disabilità funzionale. Nei pazienti affetti da cefalea a grappolo il trattamento di prima linea è il sumatriptan, l'unico disponibile in iniezioni sottocutanee, che riesce ad alleviare il dolore più velocemente rispetto ad altri triptani disponibili in somministrazione orale o spray nasale.
Le percentuali di recidiva della cefalea, emerse dai vari studi di efficacia, variano tra il 20% ed 40%, con valori lievemente superiori per il sumatriptan sottocutaneo. Per tutti i triptani nelle varie formulazioni è stata dimostrata l’efficacia di una seconda dose sulle recidive della cefalea. L’efficacia dei diversi triptani è stata confermata anche nel trattamento di attacchi correlati al ciclo mestruale.
Dati recenti ottenuti da due studi prospettici hanno dimostrato che l’assunzione precoce di un triptano per via orale determina una migliore risposta della cefalea. Uno studio ha evidenziato la possibilità di prevenire l’attacco durante la fase dei prodromi con l’assunzione del naratriptan.

### Controindicazioni ed effetti collaterali
L’uso dei triptani è controindicato nel caso di anamnesi positiva o sospetta di cardiopatia ischemica, vasospasmo coronarico, patologia cere bro-vascolare, in presenza di patologie vascolari periferiche, ipertensione non controllata, emicrania basilare o emiplegica. Recenti studi hanno evidenziato la non necessità di aggiustare la dose di zolmitriptan in pazienti con ipertensione ed insufficienza renale lieve. Nel sospetto di una patologia coronarica o di fattori di rischio per la stessa è necessario effettuare un esame ECGrafico prima di iniziare il trattamento
Sebbene le formulazioni orali dei vari triptani non siano raccomandate per soggetti al di sotto dei 18 anni, recenti lavori ne suggeriscono l’efficacia e la sicurezza d’uso. Eventi avversi sono riportati con percentuali variabili, nei trial clinici e negli studi post marketing, e tali percentuali sono comunque più elevate per il sumatriptan nella formulazione sottocute.
Nella maggior parte dei casi essi sono di lievi entità, di scarsa rilevanza clinica e di breve durata (in genere 10–15 min.). I più frequenti sono:
- reazioni locali in relazione alla via di somministrazione (via sottocutanea, rettale, spray nasale),
- sensazione di pressione o costrizione toracica,
- astenia,
- mialgie,
- sonnolenza,
- sensazione di caldo o di freddo alla testa e agli arti,
- parestesie,
- vampate di calore al volto ed in regione toracica,
- instabilità posturale,
- vertigini,
- dolore o sensazione di rigidità nucale.

Tra gli eventi avversi gravi, rari e senza un sicuro rapporto di causalità, sono da segnalare casi di angina instabile, infarto del miocardio, arresto cardiaco ed ictus ischemico. Altri rari eventi avversi registrati sono acatisia, crisi distoniche, euforia.

### Interazioni
Le interazioni farmacologiche, più significative dal punto di vista clinico, sono da segnalare con derivati dell’ergot, SSRI, inibitori delle MAO, propranololo (rizatriptan) e farmaci metabolizzati dalcitocromo 450 (CYP450).